# ارتم ترخوف
ارتم ترخوف (اوکراینی: Артем Віталійович Тєрєхов؛ زادهٔ ۳۱ مارس ۱۹۹۲) بازیکن فوتبال اهل اوکراین است.